# Тихово
Тихово (пол. Tychowo) — місто у Польщі, у Білоґардському повіті, Західнопоморського воєводства. Адміністративний центр місько-сільської гміни Тихово.

## Історія
Перші згадки знаходяться у документах 13 століття. Початково це був лицарський маєток, що належав двом родам - Клещів (фон Клейст) та фон Версен.  З 19 ст. мало назву Клейст-Ретцов на честьв ласників. Ця родина володіла ними аж до 1945 р. Палац родини було розбрано у 1970-х рр.
Права міста надано 1 січня 2010 р.

## Пам'ятки
- Костел Св. Петра і Павла (15-19 ст.)
- Парк (18 ст.)
- Ератичний валун «Триглав» (другий за розміром у Європі)

## Демографія
Демографічна структура станом на 31 березня 2011 року:
|          | Загалом | Допрацездатний вік | Працездатний вік | Постпрацездатний вік |
| -------- | ------- | ------------------ | ---------------- | -------------------- |
| Чоловіки | 1231    | 262                | 880              | 89                   |
| Жінки    | 1266    | 241                | 780              | 245                  |
| Разом    | 2497    | 503                | 1660             | 334                  |